# Аддитивные технологии
Аддитивное производство (англ. additive manufacturing), или аддитивный технологический процесс — это процесс изготовления деталей, который основан на создании физического объекта по электронной модели путем добавления материала, как правило, слой за слоем, в отличие от вычитающего (субтрактивного) производства (механической обработки) и традиционного формообразующего производства (литья, штамповки).
В новостных газетных и журнальных сообщениях вместо понятия «аддитивное производство» часто используются его синонимы «трёхмерная печать» или «3D-печать» (англ. 3D printing). В частности этот термин связывают с 3D-принтерами, используемыми не в промышленных целях. Например, трёхмерные принтеры на базе процесса экструзии материала имеют спрос у частных лиц, приобретающих эти машины для домашнего применения.

## Терминология
Широкое употребление понятие «аддитивное производство» получило не сразу, а все из-за того, что длительное время не существовало стандартов по терминологии для таких технологий производства. Ситуация кардинально изменилась в 2009 году, когда международное американское общество по испытанию материалов (англ. ASTM International) издала стандарт ASTM F2792, посвященный терминологии в области аддитивного производства. В этом документе термин «additive manufacturing» впервые принят стандартным и рекомендуется к дальнейшему применению взамен других понятий, аналогичных или похожих по своему содержанию. Принятия стандарта ASTM F2792 привело к тому, что после 2009 года зафиксирован резкий рост употребления термина «аддитивное производство» в англоязычной литературе.
В англоязычной литературе существуют и другие понятия, употребляемые для обозначения процесса аддитивного производства, например до 2009 года уже существовали такие понятия как: additive fabrication, additive processes, additive techniques, additive layer manufacturing, layer manufacturing, solid freeform fabrication, freeform fabrication, rapid tooling, rapid manufacturing, direct digital manufacturing, additive manufacturing и three-dimensional (3-D) printing.
В дальнейшем за стандартизацию терминологии взялась международная организация по стандартизации (ИСО). Впервые эта организация опубликовала свой проект стандарта по терминологии в октябре 2014 года под кодовым названием ISO 17296-1. Подготовлен этот проект был при сотрудничестве комитета F42 международной организации ASTM, что нашло свое отражение на содержании этого стандарта. Члены комиссии этой организации решили утвердить в качестве понятия, обобщающего множество аддитивных технологических процессов, тот же термин «additive manufacturing». В качестве международного стандарта ISO 17296-1 был принят в 2015 году, но под другим названием «ISO/ASTM 52900:2015». Первое издание этого нового стандарта отменило и заменило стандарт ASTM F2792.
В Российской Федерации в 2017 году федеральным агентством по техническому регулированию и метрологии утвержден национальный стандарт ГОСТ Р 57558-2017, посвященный терминам и определениям для аддитивных технологических процессов. Отечественный национальный стандарт по своему содержанию идентичен ISO/ASTM 52900:2015 и в нём русскоязычный термин «аддитивное производство» принят эквивалентным англоязычному термину «additive manufacturing».

## История
В начале 1980-х начали развиваться новые методы производства деталей, основанные не на удалении материала как традиционные технологии механической обработки, а на послойном изготовлении изделия по трехмерной модели, полученной в САПР, за счет добавления материала в виде пластиковых, керамических, металлических порошков и их связки термическим, диффузионным или клеевым методом. Группа этих технологий на западе получила название «аддитивное производство» (англ. Additive Manufacturing). За три десятилетия технология перешла от изготовления бумажных и пластиковых прототипов к непосредственному получению готовых функциональных изделий. К настоящему времени технология позволяет получать металлические и неметаллические прототипы и функциональные изделия, которые не требуют механической пост-обработки.
Технологии аддитивного производства совершили значительный рывок благодаря быстрому совершенствованию электронной вычислительной техники и программного обеспечения. Величина современного рынка аддитивного производства — около 1,3 млрд долларов, включая производство специального оборудования и оказание услуг в соотношении ориентировочно 1/1.

## Описание аддитивных технологических процессов
В настоящее время принцип аддитивного производства относят к большому разнообразию производственных процессов. Также он является частным случаем литья.

### Классификация и их описание
По международному стандарту, как и по отечественному, процессы принято делить на семь основных категорий по типу применяемого в них процесса:
1. Струйное нанесение связующего (англ. binder jetting) — процесс аддитивного производства, в котором порошковые материалы соединяются выборочным нанесением жидкого связующего.
2. Прямой подвод энергии и материала (англ. directed energy deposition) — процесс аддитивного производства, в котором энергия от внешнего источника энергии используется для соединения материалов путем их сплавления в процессе нанесения.
3. Экструзия материала (англ. material extrusion) — процесс аддитивного производства, в котором материал выборочно подается через сопло или жиклер.
4. Струйное нанесение материала (англ. material jetting) — процесс аддитивного производства, в котором изготовление объекта осуществляют нанесением капель строительного материала.
5. Синтез на подложке (англ. powder bed fusion) — процесс аддитивного производства, в котором энергия от внешнего источника используется для избирательного спекания/плавления предварительно нанесенного слоя порошкового материала.
6. Листовая ламинация (англ. sheet lamination) — процесс аддитивного производства, в котором изготовление детали осуществляется послойным соединением листовых материалов.
7. Фотополимеризация в ванне (англ. vat photopolymerization) — процесс аддитивного производства, в котором жидкий фотополимер выборочно отверждается (полимеризуется) в ванне световым излучением.

#### Процесс синтеза на подложке
Известны несколько способов соединения частиц порошка с помощью лазера, которые можно классифицировать по типу механизма консолидации (соединения):
1. Твёрдофазное спекание (англ. Solid State Sintering) — представляет собой процесс консолидации частиц порошкового материала путём диффузии их атомов при температуре ниже плавления материала.
2. Жидкофазное спекание (англ. Liquid Phase Sintering) или неполное плавление, оплавление (англ. partial melting) — процесс соединения частиц порошка путём не полного плавления порошкового материала. Характерная черта изделий, получаемых таким способом, высокая пористость их структуры материала. Способов осуществления процесса несколько и они зависят от качеств порошкового материала, например:
  - если порошок однородный, то через оплавление поверхности его частиц материала;
  - если порошок с бимодальным распределением частиц, то обеспечивают такие параметры процесса, когда плавятся только мелкие частицы, в то время как более крупные остаются твердыми;
  - если порошок двух компонентный, то есть состоит из конструкционных и связующих частиц, то у последнего обязательно должна быть более низкая температуру плавления, так как соединение частиц, в таком случаем, осуществляют через плавление связующего;
  - если порошок многокомпонентный, то связующих частиц может быть несколько и формирование изделия осуществляется через их плавление;
  - если на частицы порошка нанесена оболочка, то обязательно с более низкой температурой плавления, чему у сердцевины, тогда частицы порошка соединяют через оплавления этой оболочки;
3. Полное плавление (англ. full melting) — процесс консолидации частиц порошка, подразумевающий их полное плавление. Характерной чертой изделий, полученных таких способой, низкая пористость структуры их материала.
4. Химически индуцированное связывание (англ. chemical induced binding) — процесс консолидации частиц порошка путём стимулирования в материале химических реакций.

## Технологии аддитивного производства
Среди применений аддитивных технологий наиболее востребовано производство функциональных изделий для нужд наиболее заинтересованных отраслей промышленности таких как авиакосмическая отрасль, автомобиле- и машиностроение, ВПК, медицина в части протезирования, то есть там, где существует острая потребность в изготовлении высокоточных изделий и их прототипов в кратчайшие сроки.
На момент 2021 года разработано несколько десятков технологий, имеющих в своей основе процессы характерные для аддитивного производства. Ниже приведены и описаны несколько таких технологий.

### Технологии со струйным нанесением связующего
Метод печати изделий с помощью струйного нанесения связующего были разработаны в начале 1990-х годов в Массачусетском технологическом институте. Изначально технология с таким способом процесса печати была известна под названием «3D printing» (сокр. 3DP), но впоследствии это понятие стало трактоваться шире в отношении всех технологий аддитивного производства, а сейчас их обычно называют «Binder Jetting» (сокр. BJ). Суть процесса заключается в нанесении связующего вещества на порошковый слой с помощью струйной печатающей головки (англ. Inkjet printhead), тем самым формируются поперечные сечения изделия слой от слоя.
В настоящее время существует несколько технологий на базе этого процесса, которые нашли промышленное применение:
Three-dimensional printing или 3D printing (сокр. 3DP) — это аддитивный технологический процесс, при котором продукт получают в результате склеивания частиц порошка путем выборочного нанесения связующего вещества на поверхность каждого слоя порошковой подложки. Технология разработана Эммануэлем Саксом и его командой при Массачусетском технологическом институте в 1989 году.
Color Jet Printing (сокр. CJP) — технология 3DP с функцией производства цветных деталей.
Binder Jet 3D Printing — технология созданная на основе технологии 3DP, но предназначенная для производства металлический деталей. Этот термин использует компания ExOne.

### Технологии с экструзией материала
Отличительной чертой этих технологий является производство изделий путем экструзии материала.
Коммерческий успех получили несколько технологий на базе этого процесса:
Fused Deposition Modeling (сокр. FDM) — это технология трёхмерной печати пластмассовых изделий путём выборочного и послойного нанесения расплавленного материала. Существуют вариации 3D-принтеров как с одной печатающей головкой, так и с двумя, где одна выдавливает на платформу материал, формирующее изделие, а другая — материал поддерживающий, не дающей печатающемуся изделию разрушится в процессе печати. Разработана Скоттом Крампом в 1989 году, основателем компании Stratasys.
Fused Filament Fabrication (сокр. FFF) — аналог технологии FDM. Название зародилось в сообществе RepRap, основанным Адрианом Боуером из Университета Бата в 2004 году.

### Технологии с синтезом на подложке
Принцип печати, который заложен в эту группу технологий, изначально разработан Карлом Декардом при Техасском Университете в 1986 году. Их отличительные признаки:
- для печати используются порошковые материалы;
- послойное нанесение порошка на подложку;
- консолидация (соединение) частиц порошка с помощью излучателя энергии.

Обычно в качестве излучателей энергии используют: лазеры и лучевые пушки.
Коммерческих успех получил следующих ряд технологий:
Selective Laser Sintering (сокр. SLS), также известная как селективное (выборочное) лазерное спекание — это технология аддитивного производства изделий путём выборочного и послойного сканирования лазерным излучением поверхности полимерного порошка. Разработана компанией EOS и её ключевые особенности:
- не нужны поддерживающие структуры, так как с их функцией справляется сам порошок, из которого печатается изделие;
- для процесса печати не обязательно нужна инертная среда.

Хотя и защитная (инертная) среда не обязательна для этой технологии, но рекомендуется, так как затормаживает деградацию свойств порошка в рабочей камере аддитивной установки. Обычно в качестве инертного газа применяется азот.
Selective Laser Melting (сокр. SLM), также известная как селективное (выборочное) лазерное плавление — технология по своим ключевым особенностям очень похожа на SLS, но её применяют для печати изделий из металла. Процесс селективного лазерного спекания, в котором используется СО2 лазер /длина волны 10,6 мкм/ и адаптированного под работу с полимерными порошками и композитами на их основе, следует отличать от более продвинутого процесса селективного лазерного плавления, появившегося в конце 90х годов и использующего более мощные волоконные лазеры /длина волны 1,07 мкм/ (см. глава 5, монографии), с помощью которого можно формировать изделия уже из сплавов металлов или керамики. Важной отличительной особенностью является то, что обеспечивается такой процесс печати, когда частицы металлического порошка полностью расплавляются для формирования изделия. Разработана технология компанией EOS GmbH.
Direct Metal Laser Sintering (сокр. DMLS), также известная как прямое лазерное спекание металлов — технология предназначенная для производства изделий из металлов. Фактически это технология SLM, запатентованная другой компанией, также производящей установки 3D печати этим методом.
Электронно-лучевое сплавление (англ. Electron Beam Melting, сокр. EBM) — технология, похожая на SLS/DMLS, только здесь объект формируется путём плавления металлического порошка электронным лучом в вакууме.

### Отдельные технологии
Лазерная стереолитография (laser stereolithography, SLA) — объект формируется из специального жидкого фотополимера, затвердевающего под действием ультрафиолетового излучения лазеров или LCD проекторов. При этом лазерное излучение формирует на поверхности текущий слой разрабатываемого объекта, после чего объект погружается в фотополимер на толщину одного слоя, чтобы лазер мог приступить к формированию следующего слоя. Также существует вариация данной технологии — SLA-DLP, в которой вместо лазера используется LCD проектор (в этом случае слой формируется сразу целиком, что позволяет ускорить процесс печати).
Замечание: Для принтеров с высокой разрешающей способностью, используют следующую схему: источник излучения размещают внизу (под прозрачным резервуаром с фотополимером), который формирует в зазоре между дном резервуара и предыдущим слоем (или если это первый слой — между дном резервуара и платформой) текущий слой разрабатываемого объекта, после чего платформа с объектом поднимается на толщину одного слоя.
Крупногабаритная гибридная 3D-печать деталей из тугоплавких металлов по технологии EBAM компании Sciaky.
Изготовление объектов с использованием ламинирования (англ. laminated object manufacturing, LOM) — объект формируется послойным склеиванием (нагревом, давлением) тонких плёнок рабочего материала с вырезанием (с помощью лазерного луча или режущего инструмента) соответствующих контуров на каждом слое. За счёт отсутствия пустот данная технология не нуждается в поддерживающих структурах «висящих в воздухе» элементов разрабатываемого объекта, однако удаление лишнего материала (обычно его разделяют на мелкие кусочки) в некоторых ситуациях может вызывать затруднения.
Технология 3D-печати на основе ультразвуковой левитации, позволяющая создавать из подвешенных в воздухе раскаленных частиц трехмерные объекты заданной формы, была создана учёными из Томского государственного университета, рабочий прототип такого принтера ожидается в 2020 г..
Многофотонная литография, например, двухфотонная полимеризация (англ. two-photon polymerization (2PP)) — единственный метод 3D-печати, который позволяет производить 3D печать с нанометровым разрешением. В этом процессе используется фокусированное излучение фемтосекундного лазера для фотополимеризации смолы или стекла в определенной точке. В 2PP два фотона встречаются в фокусной точке, удваивая энергию возбуждения лазера и отверждая воксель из смолы 2PP, оказывая при этом минимальное воздействие на материал вокруг вокселя/фокусной точки. В последнее время список печатных материалов 2PP активно расширяется и включает в себя полимеры, стекло, мягкие эластомеры, позволяющие производить микропечать различных МЭМС и мягкую робототехнику.